# Poanes taxiles
Poanes taxiles is een vlinder uit de familie van de dikkopjes (Hesperiidae). De wetenschappelijke naam van de soort is voor het eerst geldig gepubliceerd in 1881 door William Henry Edwards.